# ビレッジマーケット
ビレッジマーケット（The Village Market）は、ケニアの首都ナイロビにある、大規模な商業娯楽複合施設である。150以上の店舗がある21万平方フィート（2万平方メートル）の商業スペース、2万平方フィート（1,900平方メートル）のオフィススペースに加え、レクリエーションと娯楽施設がある。
ビレッジマーケットは、ナイロビ市街中心からにおよそ6マイル（9.7km）離れた、住宅地ギギリのリムラ通り沿いにある。複合施設には滝や川や植物や庭園があり、アフリカの屋外市場を模して設計されている。

## 歴史
1992年、ハメドとメヘラズ・エフサニという二人のイラン人兄弟が、ナイロビに商業娯楽施設を作ろうと考えた。彼らの目的は、ナイロビの大使館地域や近郊に住むか仕事をしている外交官、外国人（エクスパット）、観光客を含むギギリの住人のために、ショッピングとレクリエーションの機会を提供することだった。
工事は1992年4月に、10店舗の計画で始まった。3年後にビレッジマーケットが一般に公開された。今日では複合ビルは225,713平方フィート（20,969.4平方メートル）に及ぶ賃貸スペースがあり、3階建て、150店以上のアウトレット、そしてケニア初のフードコートのある商店モールとなっている。ビレッジマーケットには水泳とウォータースライドの施設、ボウリングとミニ・ゴルフ施設など、さまざまなレクリエーション施設もある。2014年初めにはこれらのレクリエーション施設はモール拡張のため閉鎖された。2016年11月までに、70店以上の新しい商店とサービススペース、215室ある三ッ星のビジネスホテル、多様な会議場とプールが拡張される。
ビレッジマーケットは、142室の客室とスイートルームを備えた、5ツ星ホテルのトライブホテルに隣接している。

## ビレッジマーケットの内部

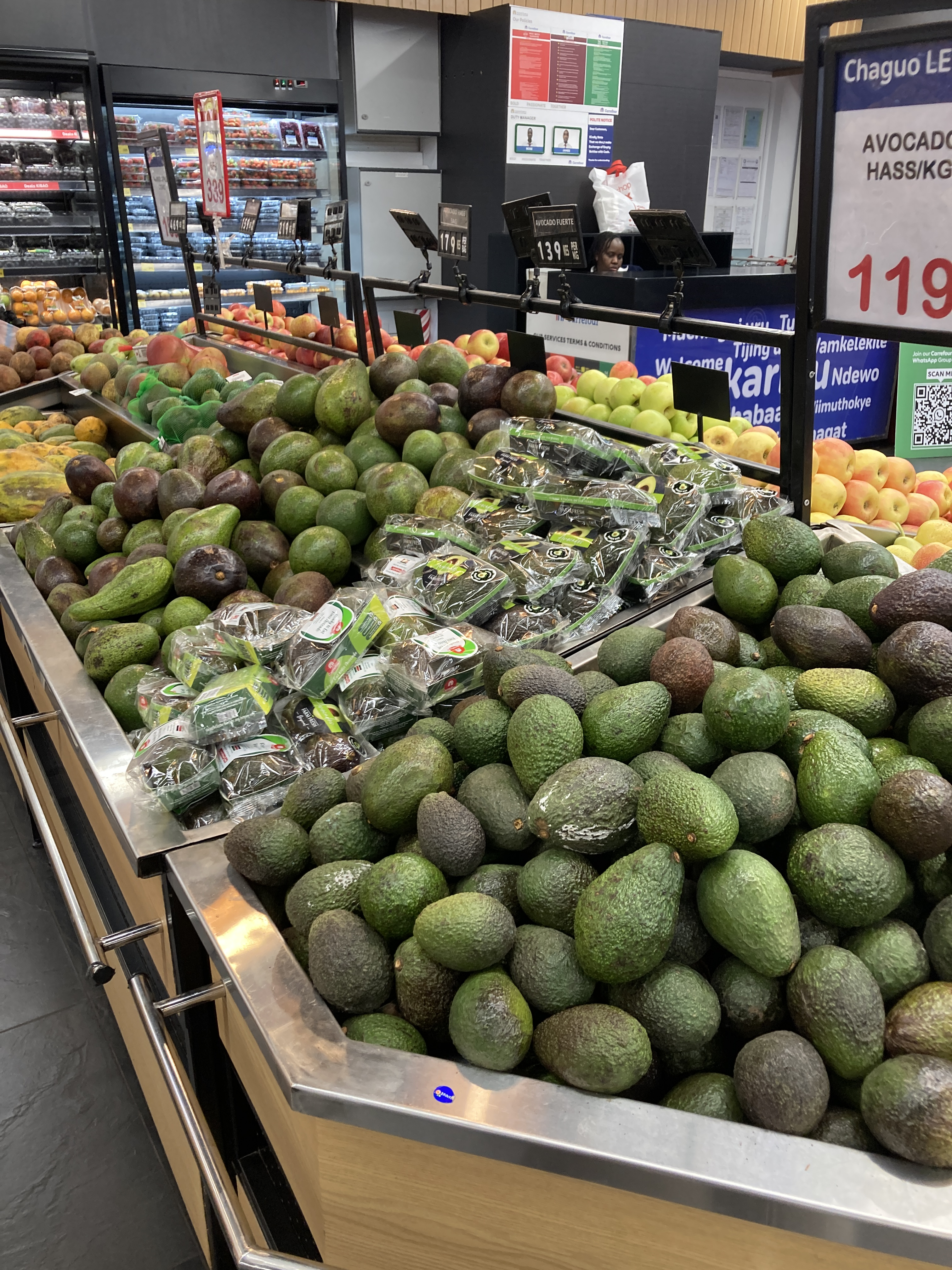
カルフールの野菜売り場

ビレッジマーケットには異なる種類の製品やサービスを提供するアウトレットがある。150以上の小売店では、ライフスタイルや特別な種類の、地元産やデザイナーの服、ファッション、アクセサリー、靴を販売している。主要テナントであったナクマット・スーパーは閉店し、マジッド・アル＝フッタイムグループのカルフール・スーパーが入っている。

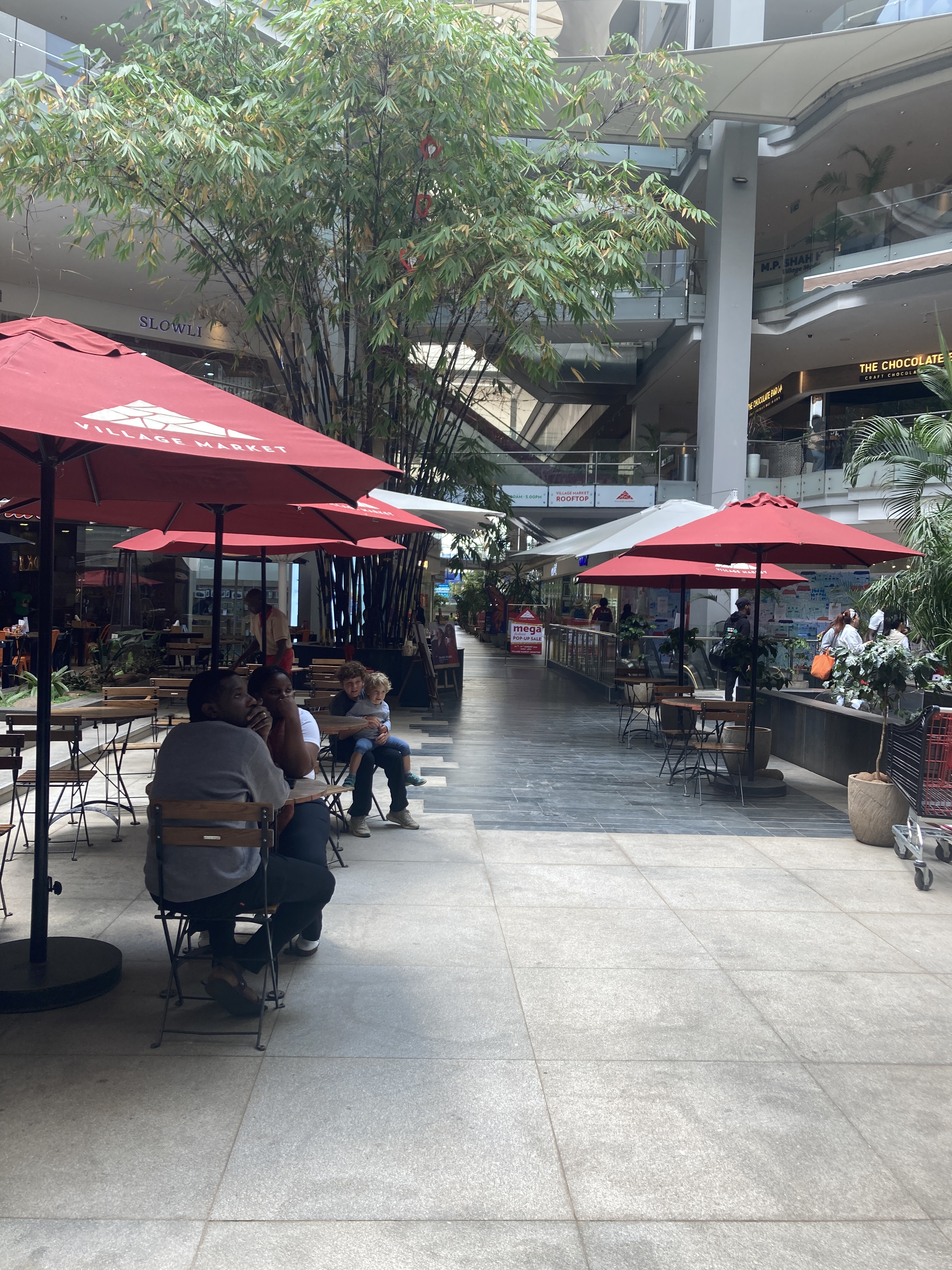
ビレッジマーケットのフードコート

ビレッジマーケットには野外のフードコートがあり、アフリカの伝統食を含む様々な料理が提供されている。複合施設の中にも様々なレストランがあり、朝食、昼食、夕食を毎日選ぶことができる。商店モールには様々な美容店もあり、ケニアで最初のM.A.C.ストアや、どんな髪のタイプにも対応する理髪店もある。健康フィットネスセンターもあり、ヨガ、バレエ、ダンスのクラスもある。
ビレッジマーケットにはバリアフリーの化粧室、授乳室、そして旅行客と店員のための祈祷室がある。モールには5つの入り口があり、障害者のための予約スペースを含む1,225台の駐車場がある。5か所以上の顧客サービスデスクがあり、買い物客、テナント、訪問者に情報を提供している。複合施設は週日も週末も、毎日7時から23時まで営業している。

## 工芸品

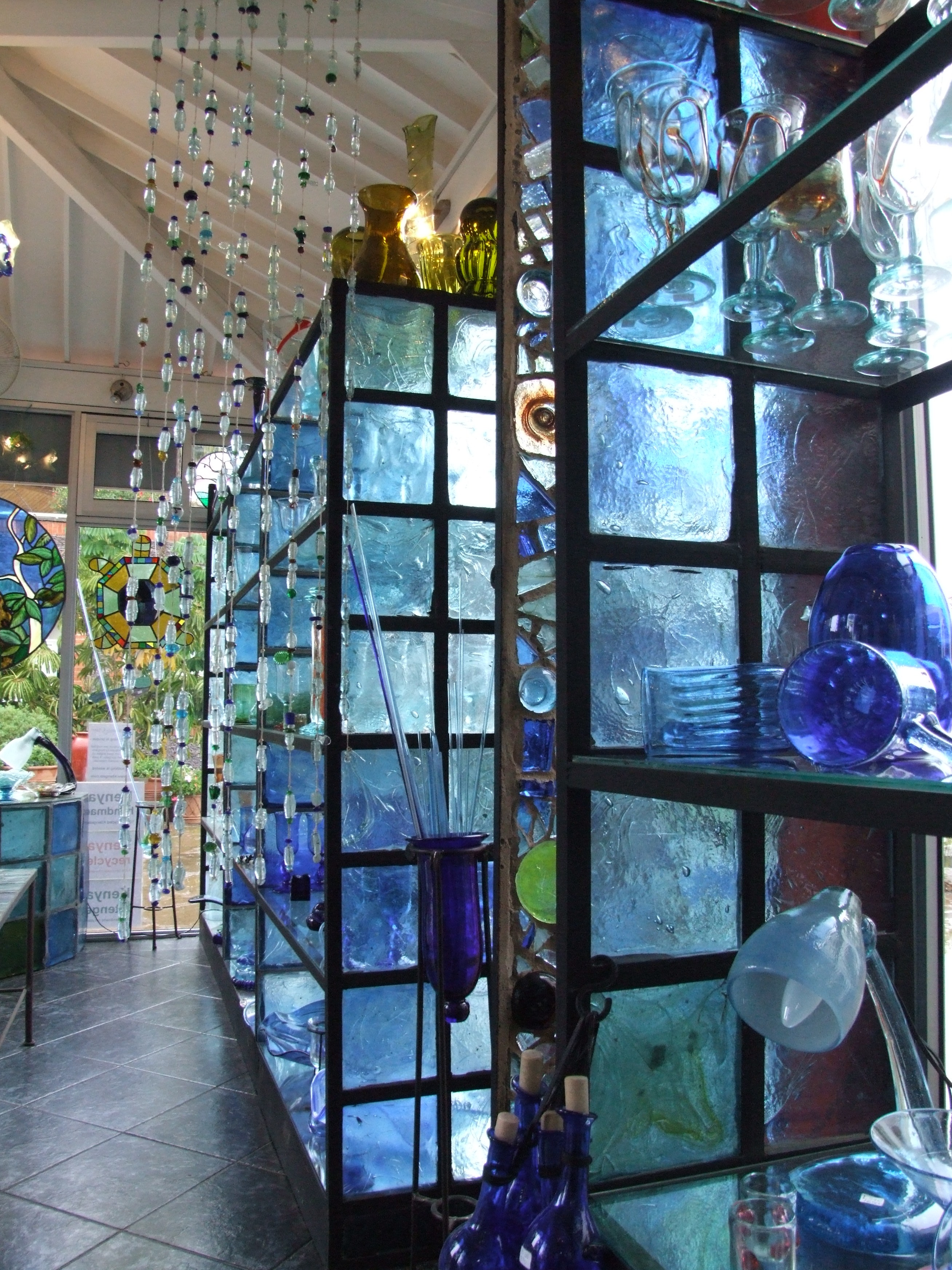
ビレッジマーケットのガラス工芸品

ビレッジマーケットにはいくつかのアフリカやケニアの工芸品のアウトレットがある。さらに、毎週金曜日にはマサイ・マーケットが開かれるが、それは民族的工芸品に関わるおよそ400人の職人や工芸家が集う文化バザールである。アフリカの工芸品には、ソープストーン、繊維、木製や鉄製の彫刻、布や絵画など様々な種類がある。

## リクリエーションと娯楽
モールにはニューメトロシネマの映画館、ウォータースライド、ミニゴルフコース、スーパーボウルで知られるボウリング場があった。ビレッジマーケットの娯楽ゾーンには、子どものための様々な遊技場もあった。2019年、ビレッジマーケットに11レーンの新しいボウリング場、ビレッジ・ボウルがオープンした。そこには「海の下」と呼ばれる、子どものための遊戯施設があり、オゾン・トランポリン・パークのトランポリンコーナーなどもある。週末と祭日には、ビレッジマーケットにプロフェッショナルの音楽家、ヴァイオリニスト、ピアニスト、そしてバンドが招かれ演奏している。

## 活動とイベント

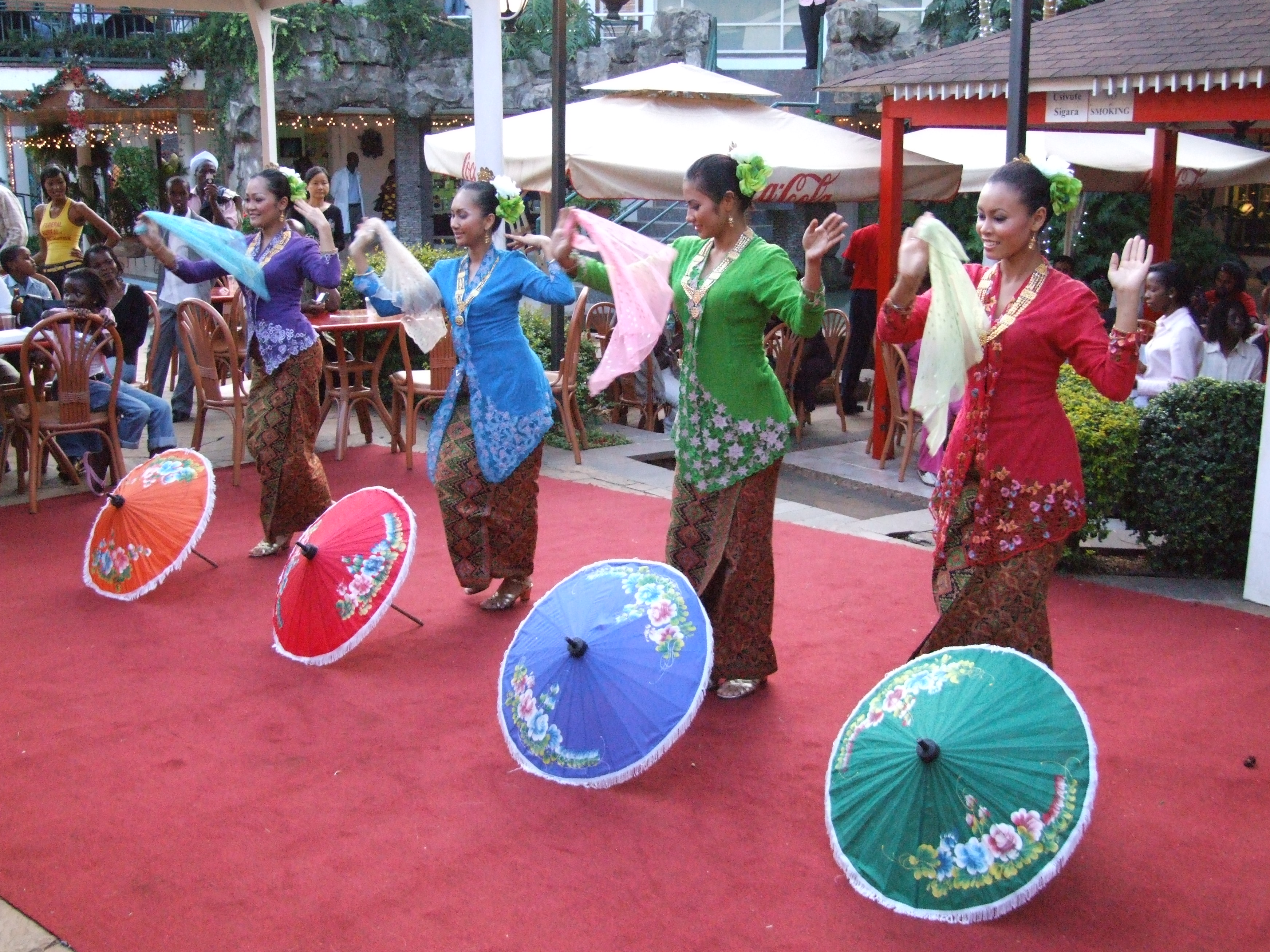
ビレッジマーケットでの民族舞踊

ビレッジマーケットでは、モールの展示場で毎週開かれる美術展覧会など、毎年様々な活動が行われている。レディースデイやカーブートセールも、この複合施設で開催されるイベントの一つである。

### 定期的プロモーション
ビレッジマーケットでは、年間を通して買い物客や来店客を優待するプロモーションが行われている。その一つはボーナスカードのプログラムで、常連客に交換可能なポイントを付与するものである。

### サービス
ビレッジマーケットには、その他の生活に不可欠なサービスもある。医療から銀行まで、モールには5つの銀行があり、ATMまである。複合施設には投資会社や外国為替取引所、郵便局、そしてDHLの配送所もある。旅行会社のカウンターも複数あり、様々な行先への旅行を斡旋している。さらには自動車教習所、自動車販売店やタイヤセンターもある。獣医や歯科医、薬局、ドライクリーニング店もある。

## トライブ– ビレッジマーケットのホテル

A hotel room in The Village Market

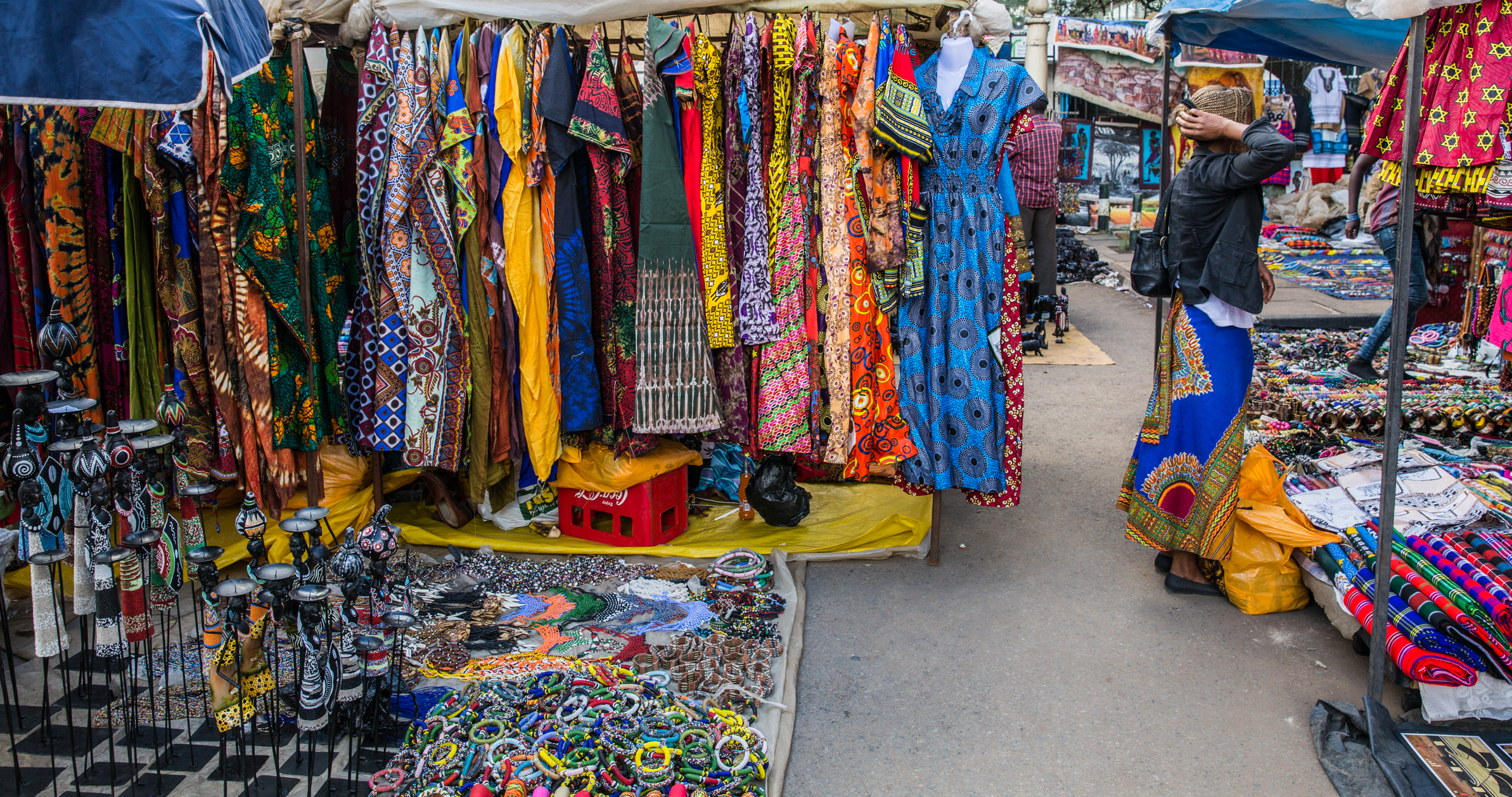
マサイ・マーケット

トライブはビレッジマーケットのホテルである。トライブはショッピングセンターに隣接した、142の客室とスイートルームのあるホテルである。